# Dictionnaire de la comptabilité et de la gestion financière
Le Dictionnaire de la comptabilité et de la gestion financière (ou dictionnaire Ménard) est un ouvrage de référence canadien en matière de comptabilité et de gestion financière. Publié par l'ordre professionnel des comptables (CPA Canada), il constitue une référence importante pour tous les professionnels qui œuvrent dans le milieu comptable et financier. Il contient plus de 12 500 entrées de termes anglais et français propres à ces domaines spécialisés.
Le dictionnaire a d'abord été rédigé par le professeur Fernand Sylvain dans les années 1970, à une époque où il y avait une importante pénurie terminologique de termes français dans les domaines comptable et financier. Le dictionnaire  Ménard est par conséquent non seulement une référence pour les comptables, il est aussi utilisé comme référence linguistique par les linguistes et les traducteurs spécialisés en traduction financière.  
La version contemporaine du dictionnaire a été éditée par le professeur Louis Ménard, de l'École des sciences de la gestion de l'Université du Québec à Montréal. 
Le dictionnaire est également utilisé en France et en Belgique car il est le fruit d'un travail international de spécialistes canadiens, français et belges afin d'harmoniser la terminologie francophone de la comptabilité. 